# アラン・ターニー
アラン・ターニー（Alan Turney、1938年 - 2006年12月19日）は、日本文学研究者・翻訳家。イギリス生まれ。
息子は読売ジャイアンツに所属するアスレティックトレーナーのジョン・ターニー。

## 人物
1978年ロンドン大学で日本文学博士号取得。エキセター大学客員教授。ICU（国際基督教大学）にて日本文学の講義を持ち、後に、清泉女子大学教授を務めた。
1965年に、夏目漱石の「坊っちゃん」や「草枕」などの作品の英訳を手掛けた。
2006年12月19日の午後9時29分、多発性骨髄腫のため東京都新宿区の病院で死去。68歳。

## 出演番組
- レッツ・シング・ア・ソング（NHK-FM、1988年4月4日 - 1989年3月31日）

## 著書
- 草枕（英語版）、チャールズ・イー・タトル出版
- 坊っちゃん（英語版）、講談社インターナショナル
- 日本の瞥身（英語版）、英潮社
- 英語のしくみが見えてくる 英語のクセをつかめ、光文社
- ナイジェルズ・ストーリー、DHC
- 日本の中の外国人、三省堂
- 英語会話60日、三省堂